# IHL 1948/49
Die Saison 1948/49 war die vierte reguläre Saison der International Hockey League. Während der regulären Saison bestritten die elf Teams zwischen 31 und 35 Spielen. In den Play-offs setzten sich die Windsor Hettche Spitfires durch und gewannen den zweiten Turner Cup in ihrer Vereinsgeschichte. Die Toledo Mercurys traten sowohl in der Northern, als auch der Southern Division an, da die Teambesitzer die Anzahl der Spiele ihrer Mannschaft erhöhen wollten.

## Teamänderungen
Folgende Änderungen wurden vor Beginn der Saison vorgenommen:
- Die Detroit Metal Mouldings änderten ihren Namen in Detroit Jerry Lynch.
- Die Windsor Staffords änderten ihren Namen in Windsor Ryancretes.
- Die Akron Americans wurden als Expansionsteam in die Liga aufgenommen.
- Die Louisville Blades wurden als Expansionsteam in die Liga aufgenommen.
- Die Milwaukee Clarks wurden als Expansionsteam in die Liga aufgenommen.
- Die Muncie Flyers wurden als Expansionsteam in die Liga aufgenommen.

## Reguläre Saison

### Abschlusstabellen
Abkürzungen: GP = Spiele, W = Siege, L = Niederlagen, T = Unentschieden, OTL = Niederlage nach Overtime, GF = Erzielte Tore, GA = Gegentore, Pts = Punkte
| Northern Division          | GP | W  | L  | T | GF  | GA  | Pts |
| -------------------------- | -- | -- | -- | - | --- | --- | --- |
| Toledo Mercurys North      | 35 | 20 | 7  | 8 | 185 | 140 | 48  |
| Detroit Jerry Lynch        | 31 | 16 | 6  | 9 | 163 | 125 | 44  |
| Detroit Auto Club          | 31 | 17 | 11 | 3 | 146 | 130 | 39  |
| Windsor Hettche Spitfires  | 31 | 15 | 11 | 5 | 152 | 144 | 39  |
| Detroit Bright’s Goodyears | 31 | 8  | 16 | 7 | 135 | 154 | 28  |
| Windsor Ryancretes         | 31 | 0  | 25 | 6 | 89  | 177 | 6   |

| Southern Division     | GP | W  | L  | T | GF  | GA  | Pts |
| --------------------- | -- | -- | -- | - | --- | --- | --- |
| Louisville Blades     | 32 | 21 | 5  | 6 | 192 | 127 | 48  |
| Toledo Mercurys South | 32 | 21 | 7  | 4 | 173 | 93  | 46  |
| Milwaukee Clarks      | 32 | 16 | 15 | 1 | 148 | 139 | 33  |
| Muncie Flyers         | 32 | 9  | 19 | 4 | 103 | 168 | 22  |
| Akron Americans       | 32 | 4  | 25 | 3 | 111 | 200 | 11  |

## Turner-Cup-Playoffs
| Turner-Cup-Viertelfinale | Turner-Cup-Viertelfinale   | Turner-Cup-Viertelfinale  |    |                       | Turner-Cup-Halbfinale | Turner-Cup-Halbfinale | Turner-Cup-Halbfinale |  |  | Turner-Cup-Finale | Turner-Cup-Finale | Turner-Cup-Finale |
|                          |                            |                           |    |                       |                       |                       |                       |  |  |                   |                   |                   |
| S2                       | Toledo Mercurys South      | 3                         |    |                       |                       |                       |                       |  |  |                   |                   |                   |
| S4                       | Muncie Flyers              | 0                         |    |                       |                       |                       |                       |  |  |                   |                   |                   |
| S4                       | Muncie Flyers              | 0                         | S2 | Toledo Mercurys South | 1*                    |                       |                       |  |  |                   |                   |                   |
|                          |                            |                           | S2 | Toledo Mercurys South | 1*                    |                       |                       |  |  |                   |                   |                   |
|                          | S3                         | Milwaukee Clarks          | 1  |                       |                       |                       |                       |  |  |                   |                   |                   |
| S1                       | S3                         | Milwaukee Clarks          | 1  | Louisville Blades     | 2                     |                       |                       |  |  |                   |                   |                   |
| S1                       |                            |                           |    | Louisville Blades     | 2                     |                       |                       |  |  |                   |                   |                   |
| S3                       | Milwaukee Clarks           | 4                         |    |                       |                       |                       |                       |  |  |                   |                   |                   |
| S3                       | Milwaukee Clarks           | 4                         | S2 | Toledo Mercurys South | 3                     |                       |                       |  |  |                   |                   |                   |
|                          |                            |                           |    | Toledo Mercurys South | 3                     |                       |                       |  |  |                   |                   |                   |
|                          | N4                         | Windsor Hettche Spitfires | 4  |                       |                       |                       |                       |  |  |                   |                   |                   |
| N3                       | N4                         | Windsor Hettche Spitfires | 4  | Detroit Auto Club     | 2                     |                       |                       |  |  |                   |                   |                   |
| N3                       |                            |                           |    | Detroit Auto Club     | 2                     |                       |                       |  |  |                   |                   |                   |
| N5                       | Detroit Bright’s Goodyears | 0                         |    |                       |                       |                       |                       |  |  |                   |                   |                   |
| N5                       | Detroit Bright’s Goodyears | 0                         | N3 | Detroit Auto Club     | 0                     |                       |                       |  |  |                   |                   |                   |
|                          |                            |                           | N3 | Detroit Auto Club     | 0                     |                       |                       |  |  |                   |                   |                   |
|                          | N4                         | Windsor Hettche Spitfires | 4  |                       |                       |                       |                       |  |  |                   |                   |                   |
| N2                       | N4                         | Windsor Hettche Spitfires | 4  | Detroit Jerry Lynch   | 0                     |                       |                       |  |  |                   |                   |                   |
| N2                       |                            |                           |    | Detroit Jerry Lynch   | 0                     |                       |                       |  |  |                   |                   |                   |
| N4                       | Windsor Hettche Spitfires  | 2                         |    |                       |                       |                       |                       |  |  |                   |                   |                   |

## Vergebene Trophäen

### Mannschaftstrophäen
| Auszeichnung                                          | Team                      |
| ----------------------------------------------------- | ------------------------- |
| Turner Cup Gewinner der IHL-Playoffs                  | Windsor Hettche Spitfires |
| J. P. McGuire Trophy Bestes Team der regulären Saison | Toledo Mercurys North     |

### Individuelle Trophäen
| Auszeichnung                                             | Spieler      | Team                |
| -------------------------------------------------------- | ------------ | ------------------- |
| James Gatschene Memorial Trophy MVP der regulären Saison | Bob McFadden | Detroit Jerry Lynch |
| George H. Wilkinson Trophy Bester Scorer                 | Leo Richard  | Toledo Mercurys     |